# Thryssa
Thryssa – rodzaj ryb promieniopłetwych z podrodziny Coiliinae w obrębie rodziny sardelowatych (Engraulidae).

## Rozmieszczenie geograficzne
Do rodzaju należą gatunki występujące w wodach Oceanu Indyjskiego i Spokojnego, w Morzu Czerwonym oraz w systemach rzecznych Nowej Gwinei i Australii.

## Morfologia
Długość ciała do 21,5 cm; masa ciała (największa opublikowana) 60,7 g. 

## Systematyka
Rodzaj zdefiniował w 1829 roku przyrodnik Georges Cuvier w publikacji własnego autorstwa zatytułowanej „Królestwo zwierząt podzielone według swojej organizacji, aby służyć jako podstawa do historii naturalnej zwierząt i wprowadzenia do anatomii porównawczej”. Gatunkiem typowym jest (późniejsze oznaczenie) trysa wąsatka (T. mystax).

### Etymologia
- Thryssa: gr. θρισσα thrissa ‘gatunek ryby’[9].
- Trichosoma: gr. θριξ thrix, τριχος trikhos ‘włosy’[10]; σωμα sōma, σωματος sōmatos ‘ciało’[11]. Gatunek typowy (oznaczenie monotypowe): Thrissa hamiltonii Gray, 1835 (= Clupea malabaricus Bloch, 1795).
- Xenengraulis: gr. ξενος xenos ‘obcy, dziwny’[12]; rodzaj Engraulis Cuvier, 1816. Gatunek typowy (oryginalne oznaczenie (również monotypowe)): Xenengraulis spinidens Jordan & Seale, 1925.
- Thrissina: rodzaj Thrissa Cuvier, 1816; przyrostek -ina ‘odnoszący się’[13]. Gatunek typowy (oryginalne oznaczenie (również monotypowe)): Clupea baelama Forsskål, 1775.

### Podział systematyczny
Do rodzaju należą następujące gatunki:

- Thryssa adelae (Rutter, 1897)
- Thryssa aurora (Hata, Lavoué, Chungthanawong & Motomura, 2023)
- Thryssa baelama (Fabricius, 1775) – trysynka belama[14]
- Thryssa belvedere (Hata, Quan, Ha & Motomura, 2020)
- Thryssa brevicauda Roberts, 1978
- Thryssa chefuensis (Günther, 1874)
- Thryssa cultella (Hata & Motomura, 2019)
- Thryssa cuvierii (Swainson, 1839)
- Thryssa dayi Wongratana, 1983
- Thryssa dussumieri (Valenciennes, 1848)
- Thryssa encrasicholoides (Bleeker, 1852)
- Thryssa evermanni (Jordan & Seale, 1906)
- Thryssa gautamiensis Babu Rao, 1971
- Thryssa kammalensis (Bleeker, 1849)
- Thryssa kammalensoides Wongratana, 1983
- Thryssa katan (Hata, Lavoué & Motomura, 2022)
- Thryssa malabarica (Bloch, 1795) – trysynka malabarska[14]
- Thryssa marasriae Wongratana, 1987
- Thryssa mystax (Bloch & Schneider, 1801) – trysa wąsatka[14]
- Thryssa nasuta (Castelnau, 1878)
- Thryssa polybranchialis Wongratana, 1983
- Thryssa polynemoides (Günther, 1868)
- Thryssa porava Bleeker, 1849
- Thryssa purava (Hamilton, 1822)
- Thryssa rastrosa Roberts, 1978
- Thryssa samam (Montrouzier, 1857)
- Thryssa scratchleyi (Ramsay & Ogilby, 1886)
- Thryssa serena (Hata & Motomura, 2019)
- Thryssa setirostris (Broussonet, 1782)
- Thryssa spinidens (Jordan & Seale, 1925)
- Thryssa splendida (Hata, 2022)
- Thryssa stenosoma Wongratana, 1983.
- Thryssa supra (Hata, Psomadakis, Osmany & Motomura, 2021)
- Thryssa tuberculosa (Lacépède, 1803)
- Thryssa valenciennesi (Bleeker, 1866)
- Thryssa vitrirostris (Gilchrist & Thompson, 1908)
- Thryssa whiteheadi Wongratana, 1983